# 434 Угорщина
434 Хунгарія (434 Hungaria) — астероїд внутрішнього головного поясу, відкритий 11 вересня 1898 року Максом Вольфом у Гейдельберзі.